# Camargo (Bolivia)
Camargo es una ciudad y un municipio de Bolivia, capital de la provincia de Nor Cinti en el Departamento de Chuquisaca. El municipio cuenta con una población de 15.644 habitantes (según el Censo INE 2012).
La ciudad es conocida como la "cuna del vino boliviano y el singani".

## Historia
Durante el periodo incaico, la región de Pazpaya, en la actual Camargo, fue una de las más afectadas por los ataques de los indígenas chiriguanos, quienes provocaron un despoblamiento generalizado en las zonas fronterizas del Virreinato del Perú. A pesar de la fertilidad de estas tierras, los constantes conflictos obligaron a sus antiguos habitantes a abandonarlas. Tras la llegada de los españoles, los chiriguanos fueron desplazados hacia zonas boscosas de difícil acceso, lo que permitió el establecimiento de nuevas haciendas en territorios anteriormente desocupados. En Pazpaya, al igual que en otras provincias de la Real Audiencia de Charcas, como Tarija, Tomina, Mizque y Cochabamba, se fundaron asentamientos coloniales sobre tierras fértiles que habían quedado deshabitadas debido a la violencia interétnica previa.

### Toponimia
Camargo fue conocida anteriormente con los nombres de Pazpaya y Villa Santiago. El nombre de Camargo se debe al guerrillero José Vicente Camargo, quien combatió varias batallas en diferentes pueblos de la región actual de Cinti, como Tacaquira, Palca Grande, Culpina, Incahuasi y Santa Elena desde 1814 hasta el 3 de abril de 1816, día en que fue decapitado y ejecutado junto a sus guerrilleros por Buenaventura Centeno.
Fundada la República de Bolivia, a los dos años siguientes, en 1827 se le dio el nombre de Camargo, y su fecha cívica se celebra el día 3 de abril como un doble homenaje al día de la muerte y al nombre del patriota boliviano José Vicente Camargo.
La ley promulgada por el presidente Antonio José de Sucre el 3 de enero de 1827 estableció:

La ciudad de La Paz se denominara La Paz de Ayacucho; la Villa de La Laguna, se llamara ciudad de Padilla y el pueblo de Cinti, villa de Camargo; se erigen en villas los pueblos de Irupana y Sorata; el primero se llamara villa de Lanza y el segundo villa de Ezquivel; el pueblo de Chulumani se denominará Cantón de la Libertad y el de Coroico Cantón de Sagarnaga, la Villa de Tarija se erige en ciudad.

Actualmente la provincia de Nor Cinti, dividida en 4 municipios, tiene como capital a Camargo.

## Geografía

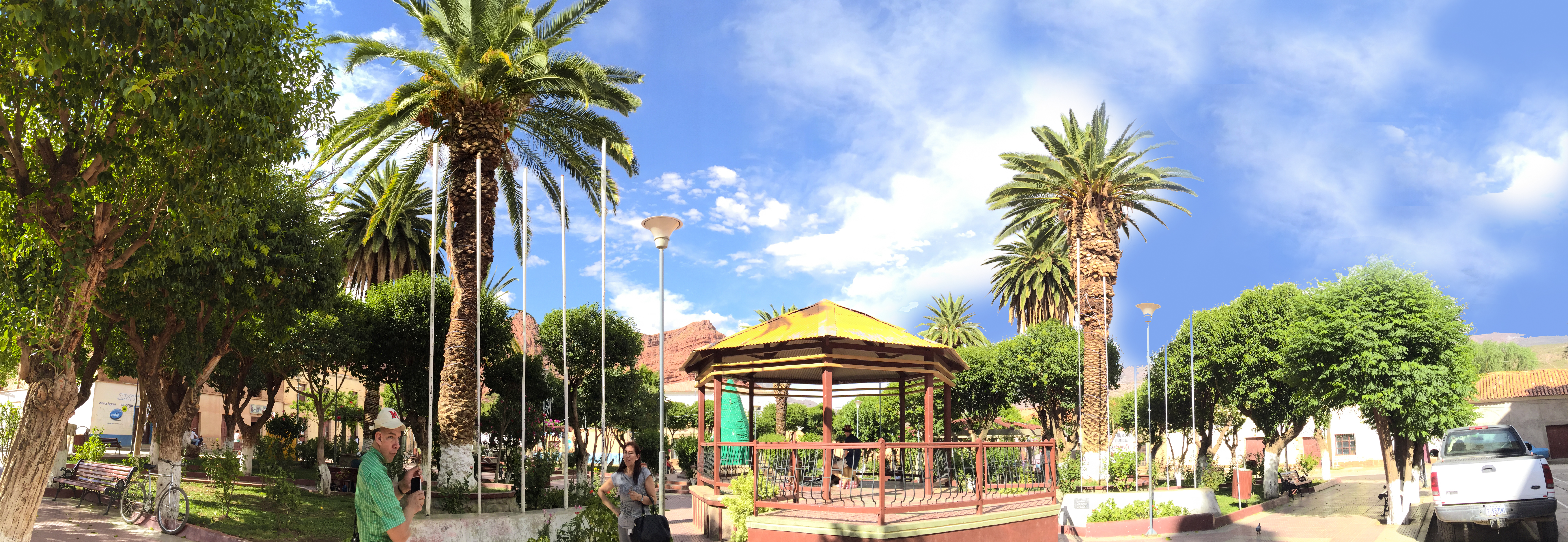
Vista de la plaza principal de Camargo.

Camargo se encuentra a una altitud de 2.406 m s.n.m., está en el punto medio del camino troncal entre las ciudades de Potosí y Tarija, distando a 197 km de la ciudad de Potosí y 187 km de la ciudad de Tarija.
La distancia desde Sucre, la capital del departamento y constitucional del país, es de 325 km.
Geográficamente está situada en zona de los valles, precisamente en el valle de Cinti, al sudoeste del departamento de Chuquisaca, entre los 19º 40’ y a 21º 33' de latitud sur y entre los 64º y 65º 30’ de longitud oeste.

### Clima
Por tratarse de un cañadón rodeado de cerros colorados, conserva un clima templado subhúmedo medio seco en los veranos, en los inviernos cuenta con un clima semiárido frío. Está regado por el río Chico de manera muy cercana (el pueblo de Camargo está a su orilla, pronto el río atravesará la población debido al crecimiento de nuevas urbanizaciones), aunque en las cercanías cuenta también con el río Grande (a 10 km en la localidad de La Palca Grande).

## Demografía
De acuerdo con el censo boliviano de 2024, la población del municipio de Camargo es de 14 712 habitantes.
La población del municipio aumentó sólo ligeramente entre 1992 y 2024:
| Año  | Habitantes (municipio) | Fuente |
| ---- | ---------------------- | ------ |
| 1992 | 13.749                 | Censo  |
| 2001 | 14.009                 | Censo  |
| 2012 | 15.484                 | Censo  |
| 2024 | 14.712                 | Censo  |

Tiene 86 comunidades.

## Actividad económica
En el pasado, su actividad más importante lo constituía la fruticultura (fruta de la mejor calidad, como las diversas variedades de uvas, duraznos, manzanas, brevas, higos, ciruelas, membrillos, peras, albarillos, frutillas y toda la gama de hortalizas) y la elaboración de vinos y singanis. Ahora, luego del colapso de las empresas más importantes en la elaboración de licores, pretendió innovar con la búsqueda de actividades complementarias a la fruticultura, tales como el turismo, ya que la región cuenta con importantes atractivos entre lo paisajístico, hasta la existencia de vestigios de épocas republicanas, precolombinas, prehistóricas con abundante presencia de restos fósiles, huellas fósiles y arte rupestre.

## Costumbres
Conocida como la capital vitivinícola de Bolivia, del sol y el buen vino,[cita requerida] sus costumbres y tradiciones se asemejan a las tonadas y coplas chapacas, siendo típica de Cinti y particularmente de Camargo la tonada del Paragüaycitu, el Jailalitu, la Redoblada, el Siway- Sawa, y las cuecas cinteñas.